# Río Soto
El río Soto o río de Soto es un río bastante manso de la provincia de Córdoba Argentina . Desde sus primeras y más lejanas vertientes en el cerro Los Gigantes  hasta la localidad de Villa de Soto, el río recorre 79 kilómetros de montaña. Su superficie de captación es 449 km² y el caudal medio de 3,4 m³/s
El origen del río se inicia en las Sierras Grandes, en las inmediaciones del ya citado cerro Los Gigantes, con el nombre de Arroyo Ventura, a medida que va aumentando su caudal, 25 km más abajo, toma el nombre de San Gustavo y luego de San Guillermo, recorre 90 km antes de tomar el nombre de río Soto.
Pasada la localidad de Villa de Soto el río se vuelve de llanura, y se expande en cauce. Permanece arenoso y con una cuna de 80 a 120 metros. El lecho arenoso y a veces arcilloso  hace que el alto de agua no supere los 20/30 cm. 
A medida que el río se adentra en el área de depresión de las Salinas Grandes pasada la localidad de Bañado de Soto  la corriente se vuelve subterránea y freática  en su declive topográfico suave hasta el gran salar de las Salinas Grandes a las cuales aporta en parte su salinidad.

## Embalsamiento
En el cordobés Departamento Cruz del Eje es el río de menor capacidad en cuanto a la posibilidad de embalsamiento de sus aguas, pero es el más importante en cuanto a sus posibilidades de energía por volumen. En el primer cuarto del siglo XX se realizaron estudios topográficos e hídricos sobre su cuenca media (entre la Toma de Soto y Cruz de Caña) para proyectar una presa pero el proyecto de la misma nunca fue realizado.

## Inundaciones
Dada su amplia superficie de captación en lo profundo de las Sierras Grandes y su largo recorrido, el río Soto puede recibir caudales excesivos que pueden resultar en daños para las localidades en su curso. Tal es el caso de la inundación de 1992 (fuerte temporada de El Niño) cuando la creciente de más de 3 m sobre el nivel normal impactó Cruz de Caña y derribó su puente, también impactó Villa de Soto y derribó dos de sus puentes carreteros por la fuerza combinada del río y de los residuos leñosos de monte arrasado que el mismo transportaba y formaban embalse sobre los puentes de hormigón, los cuales eventualmente cedieron. Por quince días la localidad de Villa de Soto estuvo incomunicada hasta el uso de un puente Bailey  sobre el río.